# Ủy ban Đồng vị và Khối lượng Nguyên tử
Ủy ban Đồng vị và Khối lượng Nguyên tử hay Ủy ban Trọng lượng Nguyên tử và Đa dạng Đồng vị, viết tắt theo tiếng Anh là CIAAW (Commission on Isotopic Abundances and Atomic Weights), là một tổ chức phi chính phủ, phi lợi nhuận quốc tế hoạt động trong lĩnh vực nghiên cứu đánh giá khối lượng nguyên tử, thành phần đồng vị của các nguyên tố hóa học và các dữ liệu khác.
CIAAW thành lập năm 1899 và là một tổ chức khoa học quốc tế hoạt động lâu dài và liên tục hàng đầu..
Ngày nay CIAAW là một Ủy ban thuộc Liên đoàn Quốc tế về Hoá học Thuần túy và Ứng dụng (IUPAC), một thành viên liên hiệp khoa học của Hội đồng Khoa học Quốc tế (ISC). Tại Việt Nam các văn liệu thường dùng tên gọi Ủy ban đồng vị và khối lượng nguyên tử.

## Hoạt động
Ngày nay, Ủy ban hoạt động dưới sự bảo trợ của Phòng Hóa học Vô cơ của IUPAC. Các thành viên của Ủy ban họp hai năm một lần, một tuần trước khi Đại hội đồng IUPAC nhóm họp, nơi các vấn đề liên quan đến phạm vi quản lý của Ủy ban sẽ được thảo luận..
Kể từ năm 1899, Ủy ban đánh giá định kỳ và phê bình các tài liệu khoa học được xuất bản, và đưa ra Bảng Trọng lượng Nguyên tử Tiêu chuẩn. Trong thời gian gần đây, bảng này được công bố hai năm một lần.
Mỗi giá trị trọng lượng nguyên tử tiêu chuẩn được đề nghị trong bảng, phản ánh những kiến thức tốt nhất của số liệu công bố đánh giá. Trong giới thiệu khối lượng nguyên tử tiêu chuẩn, CIAAW thường không cố gắng ước lượng các thành phần đồng vị trung bình hoặc hỗn hợp của Trái Đất hoặc của bất kỳ tập hợp con của các vật liệu trên mặt đất. Thay vào đó, Ủy ban tìm kiếm một giá trị duy nhất và không chắc chắn đối xứng, bao gồm gần như tất cả các thực thể có thể gặp phải.

## Điều hành
Điều hành CIAAW là Ủy viên là các nhà khoa học hàng đầu đến từ các nước thành viên. Các hội nghị CIAAW tiến hành 2 năm một lần, quyết định các vấn đề khoa học và bầu ban điều hành.
Các chủ tịch CIAAW: 
- 2022-...
- 2014-2021: Juris Meija,  Canada
- 2010-2013: Willi A. Brand,  Đức
- 2008-2009: Roberto Gonfiantini,  Ý
- 2004-2007: Tiping Ding,  Trung Quốc
- 2002-2003: Philip Taylor,  Bỉ
- 1996-2001: Ludolf Schultz,  Đức
- 1992-1995: Klaus G. Heumann,  Đức
- 1988-1991: John Robert de Laeter,  Úc
- 1984-1987: Raymond L. Martin,  Úc
- 1980-1983: Norman E. Holden,  Hoa Kỳ
- 1976-1979: Étienne Roth,  Pháp
- 1970-1975: Norman Greenwood,  Anh Quốc
- 1964-1969: Edward Wichers,  Hoa Kỳ
- 1960-1963: Tomas Batuecas,  Tây Ban Nha
- 1950-1959: Edward Wichers,  Hoa Kỳ
- 1930-1949: Gregory P. Baxter,  Hoa Kỳ
- 1922-1929: Georges Urbain,  Pháp
- 1902-1921: Frank W. Clarke,  Hoa Kỳ
- 1899-1901: Hans Heinrich Landolt,  Đức